# America's Funniest Home Videos
America's Funniest Home Videos (muitas vezes abreviado para AFHV, ou a sua abreviatura no ar AFV) é um programa de televisão americano da ABC sobre a realidade em que o telespectador pode enviar vídeos caseiros de humor.